# Saison 1999 de l'équipe cycliste Lampre-Daikin
La saison 1999 de l'équipe cycliste Lampre-Daikin est la première de l'équipe. Cette dernière a le statut de Groupe Sportif I sur cette première année de compétition. Elle termine l'année à la Modèle:?? du classement mondial par équipes. Elle a remporté 12 courses du calendrier international sur route de l'Union cycliste internationale.

## Préparation de la saison 1999

### Arrivées et départs
| Arrivées | Équipe 1998 |
| -------- | ----------- |
| [[]]     | [[]]        |
| [[]]     | [[]]        |
| [[]]     | [[]]        |

| Départs | Équipe 1999 |
| ------- | ----------- |
| [[]]    | [[]]        |
| [[]]    | [[]]        |
| [[]]    | [[]]        |

## Coureurs et encadrement technique

### Effectif
| Effectif 1999            | Effectif 1999     | Effectif 1999  | Effectif 1999              |
| Cycliste                 | Date de naissance | Pays           | Équipe précédente          |
| ------------------------ | ----------------- | -------------- | -------------------------- |
| Matteo Algeri            | 15 mai 1976       | Italie         |                            |
| Franco Ballerini         | 11 décembre 1964  | Italie         | Mapei-Bricobi (1998)       |
| Raivis Belohvoščiks      | 21 janvier 1976   | Lettonie       | Mapei-Bricobi (1998)       |
| Simone Bertoletti        | 25 août 1974      | Italie         | Brescialat-Liquigas (1998) |
| Oscar Camenzind          | 12 septembre 1971 | Suisse         | Mapei-Bricobi (1998)       |
| Massimo Codol            | 27 février 1973   | Italie         | Mapei-Bricobi (1998)       |
| Marco Della Vedova       | 27 juin 1972      | Italie         | Brescialat-Liquigas (1998) |
| Ludo Dierckxsens         | 14 octobre 1964   | Belgique       | Lotto-Mobistar (1998)      |
| Matteo Frutti            | 29 janvier 1975   | Italie         | Mapei-Bricobi (1998)       |
| Robert Hunter            | 22 avril 1977     | Afrique du Sud | Mapei-Bricobi (1998)       |
| Gabriele Missaglia       | 24 juillet 1970   | Italie         | Mapei-Bricobi (1998)       |
| Pavel Padrnos            | 17 décembre 1970  | Tchéquie       | Saeco-Cannondale (1998)    |
| Gianluca Pianegonda      | 23 septembre 1968 | Italie         | Mapei-Bricobi (1998)       |
| Mariano Piccoli          | 11 septembre 1970 | Italie         | Brescialat-Liquigas (1998) |
| Marco Pinotti            | 25 février 1976   | Italie         |                            |
| Marco Serpellini         | 14 août 1972      | Italie         | Brescialat-Liquigas (1998) |
| Zbigniew Spruch          | 13 décembre 1965  | Pologne        | Mapei-Bricobi (1998)       |
| Ján Svorada              | 28 août 1968      | Tchéquie       | Mapei-Bricobi (1998)       |
| Johan Verstrepen         | 21 octobre 1967   | Belgique       | Vlaanderen 2002 (1998)     |
|                          |                   |                |                            |
| Source : ProCyclingStats |                   |                |                            |

## Bilan de la saison

### Victoires
| Date       | Course                                        | Pays      | Classe | Vainqueur                           |
| ---------- | --------------------------------------------- | --------- | ------ | ----------------------------------- |
| 05/02/1999 | 3e étape de l'Étoile de Bessèges-Tour         | France    | [[]]   | Johan Verstrepen                    |
| 28/02/1999 | Clásica de Almería                            | Espagne   | [[]]   | Ján Svorada                         |
| 05/03/1999 | 3e étape du Tour de Murcie                    | Espagne   | [[]]   | Ján Svorada                         |
| 17/03/1999 | 8e étape de Tirreno-Adriatico                 | Italie    | [[]]   | Ján Svorada                         |
| 28/04/1999 | 3e étape du Tour du Trentin                   | Italie    | [[]]   | Oscar Camenzind                     |
| 03/06/1999 | 7e étape du Tour d'Allemagne 1999             | Allemagne | [[]]   | Raivis Belohvoščiks                 |
| 18/06/1999 | 3e étape du Tour de Suisse                    | Suisse    | [[]]   | Gabriele Missaglia                  |
| 22/06/1999 | 7e étape du Tour de Suisse                    | Suisse    | [[]]   | Oscar Camenzind                     |
| 27/06/1999 | Championnat de Belgique de cyclisme sur route | Belgique  | [[]]   | Ludo Dierckxsens                    |
| 15/07/1999 | 11e étape du Tour de France                   | France    | [[]]   | Ludo Dierckxsens                    |
| 05/09/1999 | 1re étape du Tour d'Espagne                   | Espagne   | [[]]   | Robert Hunter                       |
| 17/10/1999 | Grand Prix d'Europe                           | Italie    | [[]]   | Raivis Belohvoščiks / Marco Pinotti |

### Résultats sur les courses majeures
Les tableaux suivants représentent les résultats de l'équipe dans les principales courses du calendrier international (les cinq classiques majeures et les trois grands tours). Pour chaque épreuve est indiqué le meilleur coureur de l'équipe, son classement ainsi que les accessits glanés par Lampre sur les courses de trois semaines.

#### Classiques
| Classique            | Milan-San Remo       | Tour des Flandres    | Paris-Roubaix          | Liège-Bastogne-Liège | Tour de Lombardie    |
| -------------------- | -------------------- | -------------------- | ---------------------- | -------------------- | -------------------- |
| Coureur (classement) | Zbigniew Spruch (3e) | Zbigniew Spruch (5e) | Franco Ballerini (11e) | Oscar Camenzind (8e) | Oscar Camenzind (4e) |

#### Grands tours
| Grand tour           | Tour d'Italie         | Tour de France                        | Tour d'Espagne                     |
| -------------------- | --------------------- | ------------------------------------- | ---------------------------------- |
| Coureur (classement) | Oscar Camenzind (11e) | Mariano Piccoli (56e)                 | Massimo Codol (22e)                |
| Accessits            | -                     | 1 victoire d'étape (Ludo Dierckxsens) | 1 victoire d'étape (Robert Hunter) |

### Classement UCI
| Rang | Coureur | Points |
| ---- | ------- | ------ |
|      | [[]]    |        |
|      | [[]]    |        |
|      | [[]]    |        |
|      | [[]]    |        |
|      | [[]]    |        |
|      | [[]]    |        |
|      | [[]]    |        |
|      | [[]]    |        |
|      | [[]]    |        |